# Renate Fuhry

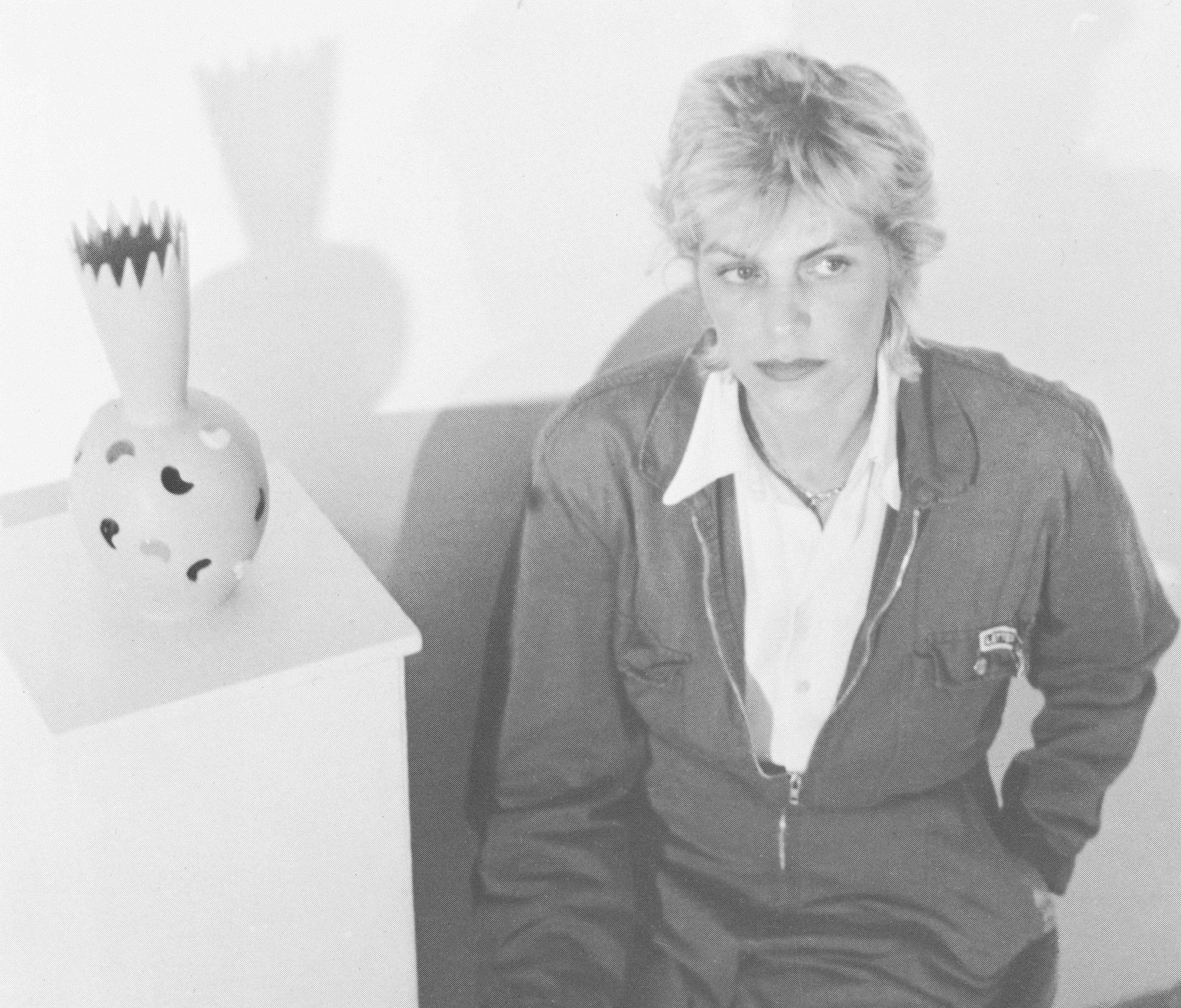
Renate Fuhry (1983)

Renate Fuhry (* 11. Oktober 1938 in Witten als Renate Müller) ist eine deutsche Keramikkünstlerin, die seit 1960 in Österreich tätig ist.

## Leben und Werk
Renate Fuhry wuchs mit ihren drei älteren Brüdern bei ihrer Mutter Mathilde Müller (geborene Husemann, 1906–1989) in Bochum auf. 1943 starb ihr Vater Heinrich Müller (* 1905). Über ihre Mutter hat Fuhry Vorfahrinnen und Vorfahren aus Schweden.
Nach ihrer Ausbildung an der Folkwangschule für Gestaltung in Essen bestand Fuhry 16-jährig im Herbst 1954 die Aufnahmeprüfung für Malerei und Grafik an der Werkkunstschule Krefeld; das dreijährige Studium brach sie jedoch kurz vor dem Abschluss ab. Sie begann eine Lehre zur Keramikerin, die sie 1959 abschloss. Fuhrys Arbeiten in jener Zeit waren von der skandinavischen Keramik geprägt. Kurz nach Abschluss ihrer Lehre heiratete Fuhry den Theaterwissenschaftler Dieter Schrage und nahm dessen Nachnamen an. Im Herbst 1960 hatte Fuhry ihre erste Ausstellungsbeteiligung in der Schau Junge deutsche Keramiker in der Handwerkskammer für Oberbayern in München und zog aufgrund von Schrages Wunsch, sein Studium an der Universität Wien fortzusetzen, hochschwanger mit ihm nach Wien. Im Dezember desselben Jahres brachte sie den gemeinsamen Sohn Götz zur Welt.
Ab Anfang 1961 unterhielt Fuhry, vorerst in einem Raum in ihrer Souterrain-Wohnung im 12. Wiener Gemeindebezirk, ein Atelier in Wien. Durch die Produktion und den Verkauf ihrer Keramiken, vornehmlich über den Vertrieb der Österreichischen Werkstätten, konnte sie ihre Familie versorgen. Über die Begegnung mit der Goldschmiedin Elisabeth Defner, welche die Abteilung für Kleinkunst der Österreichischen Werkstätten leitete, kam Fuhry in engeren Kontakt mit der Wiener Kunstgewerbeszene. 1964 zeigte sie ihre Keramiken im Museum für angewandte Kunst in Wien gemeinsam mit Goldschmiedearbeiten von Defner und Herfried Kodré, nachdem Wilhelm Mrazek, damaliger Leiter der dortigen Glas-, Porzellan- und Keramiksammlung, auf Fuhrys Arbeiten aufmerksam geworden war. Ab 1965 arbeitete Fuhry in ihrem eigenen Keramikatelier im ersten Wiener Gemeindebezirk und stellte regelmäßig aus. Ihre Arbeiten der 1960er-Jahre sind vornehmlich Gefäße mit Gebrauchscharakter und in Braun- und dunklen Blautönen gehaltenes Steinzeug. 1969 lernte Fuhry die Künstlerin Kiki Kogelnik kennen, mit der sie eine lange Freundschaft verband und die sie später bei der Verwendung von Keramik als für Kogelnik neues Medium unterstützte, während Fuhry andererseits von Kogelniks internationalem künstlerischem Hintergrund für ihre Arbeit inspiriert wurde.

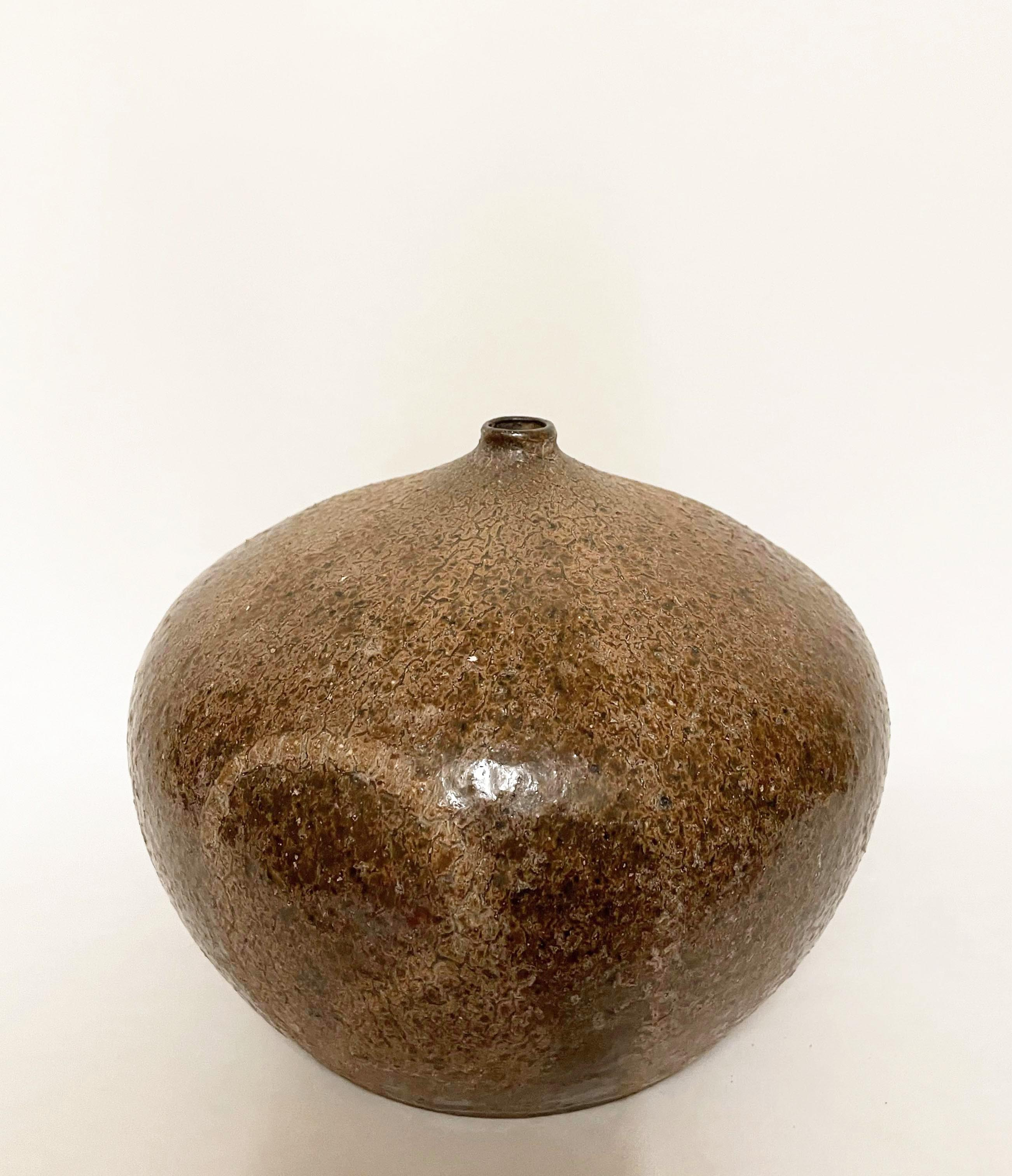
Renate Fuhry, Kugelvase, Steinzeug, glasiert, 1963
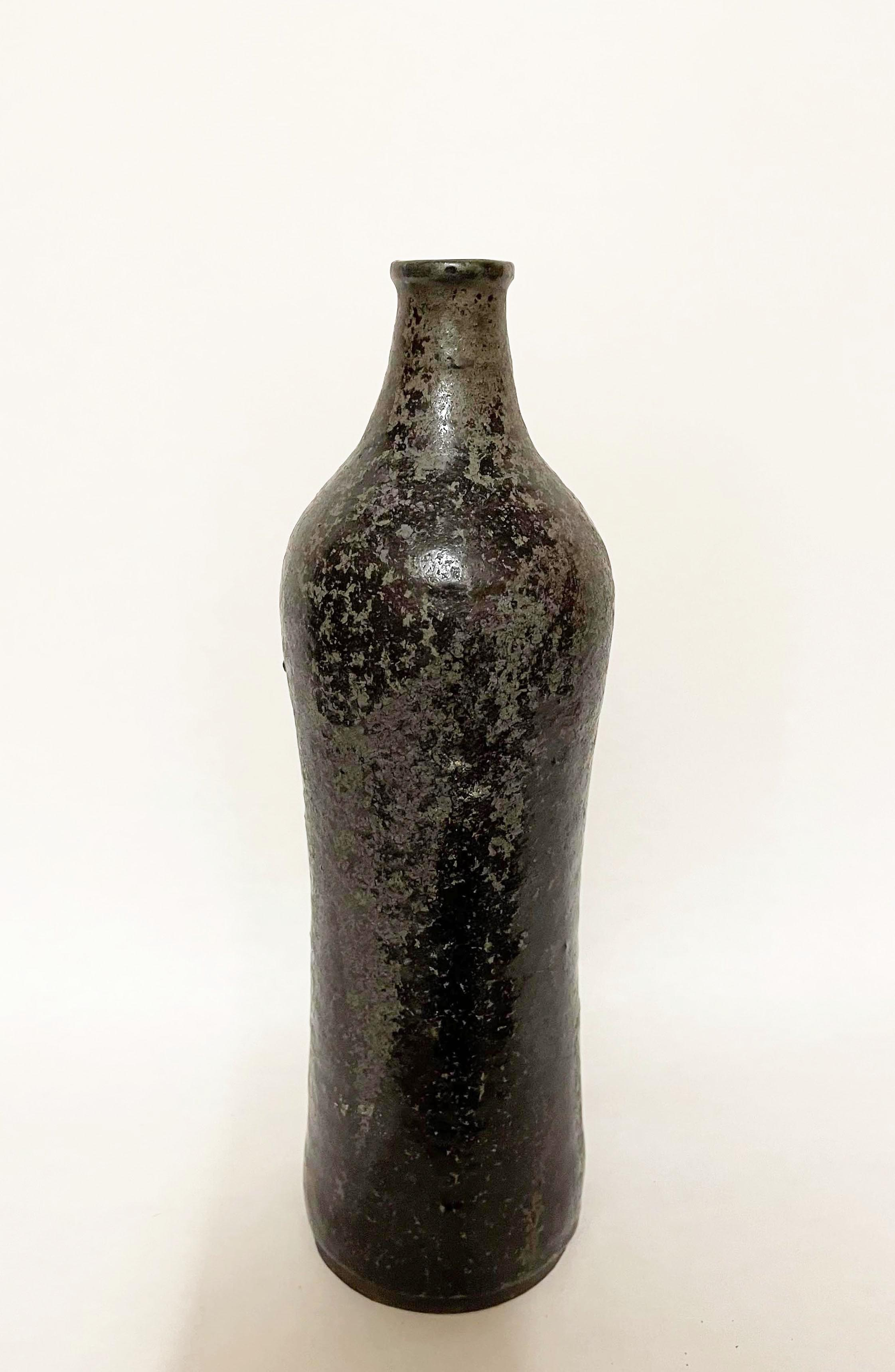
Renate Fuhry, Vase, Steinzeug, glasiert, ca. 1963
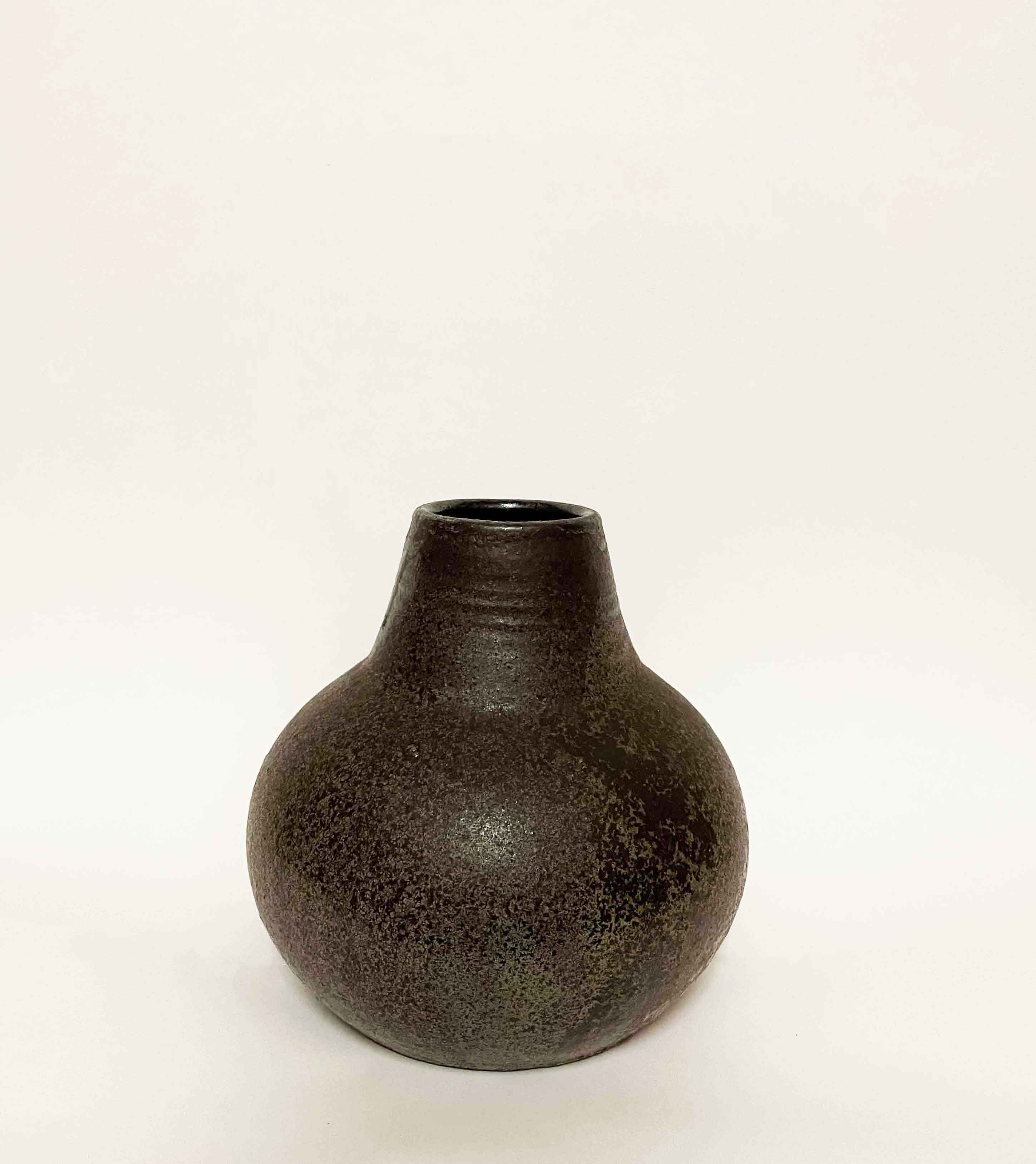
Renate Fuhry, Vase, Steinzeug, glasiert, ca. 1963
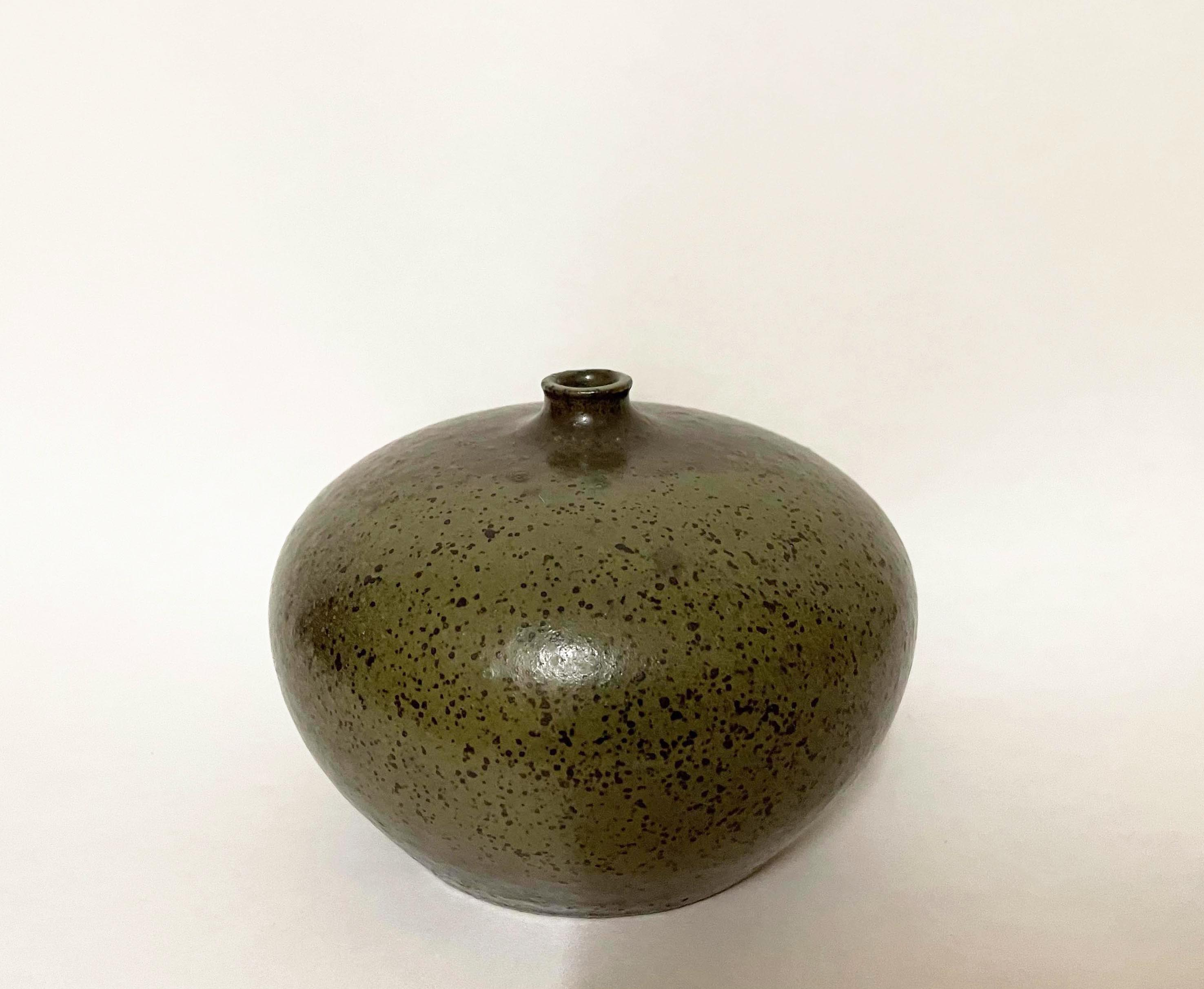
Renate Fuhry, Kugelvase, Steinzeug, glasiert, 1964
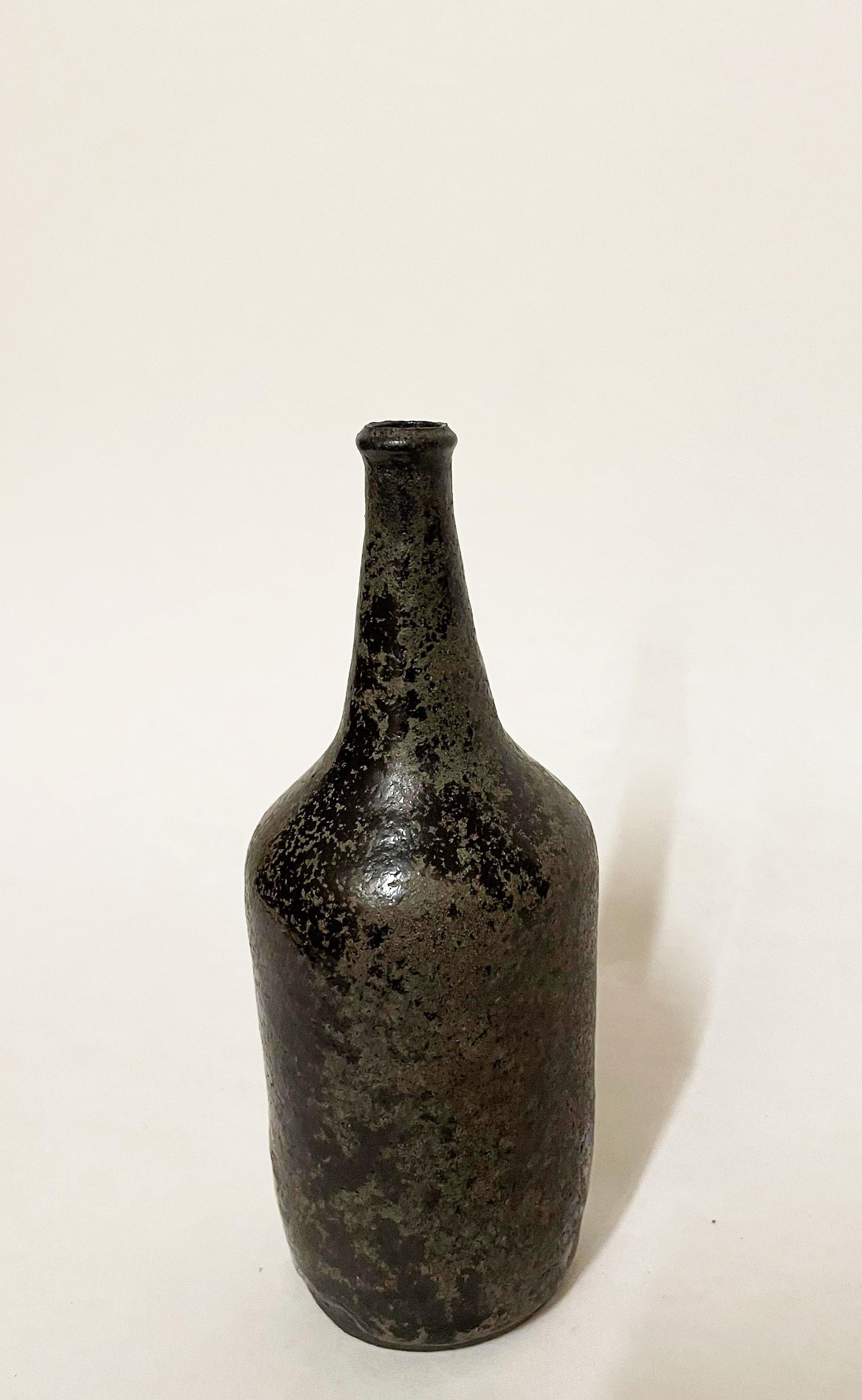
Renate Fuhry, Vase, Steinzeug, glasiert, 1963

Nach der Scheidung von Schrage heiratete Fuhry Anfang der 1970er-Jahre den Designer Karl M. Fuhry (1929–1993), dessen Nachnamen sie wiederum annahm. Ab dem Wintersemester 1973/74 hatte sie einen Lehrauftrag für plastisches Gestalten am Institut für Werkerziehung (später: Institut für künstlerisches Lehramt) an der Akademie der bildenden Künste Wien inne. Die 1970er-Jahre waren für Fuhry außerdem von ersten Reisen in die USA und Aufträgen für ortsspezifische Keramikinstallationen (teilweise in Zusammenarbeit mit ihrem Ehemann) geprägt. 1976 erhielt sie den Kunstförderpreises der damaligen Zentralsparkasse der Gemeinde Wien, der mit einem Auftrag für eine Wandgestaltung in Büroräumlichkeiten derselben einherging. Im Laufe der 1970er-Jahre erweiterte Fuhry ihr bisheriges Formenvokabular und besonders auch das Farbspektrum der Glasuren. Beeinflusst wurde sie hierbei auch von der Auseinandersetzung mit Keramiken der Wiener Werkstätte, vor allem mit jenen der 1920er-Jahre von Vally Wieselthier und Susi Singer. Diese Veränderungen kulminierten 1979/80 in ihren rosafarbenen Keramiken, die der Ästhetik der 1980er-Jahre Rechnung trugen und eine neue Freiheit in ihrer künstlerischen Formen- und Farbensprache einläuteten.

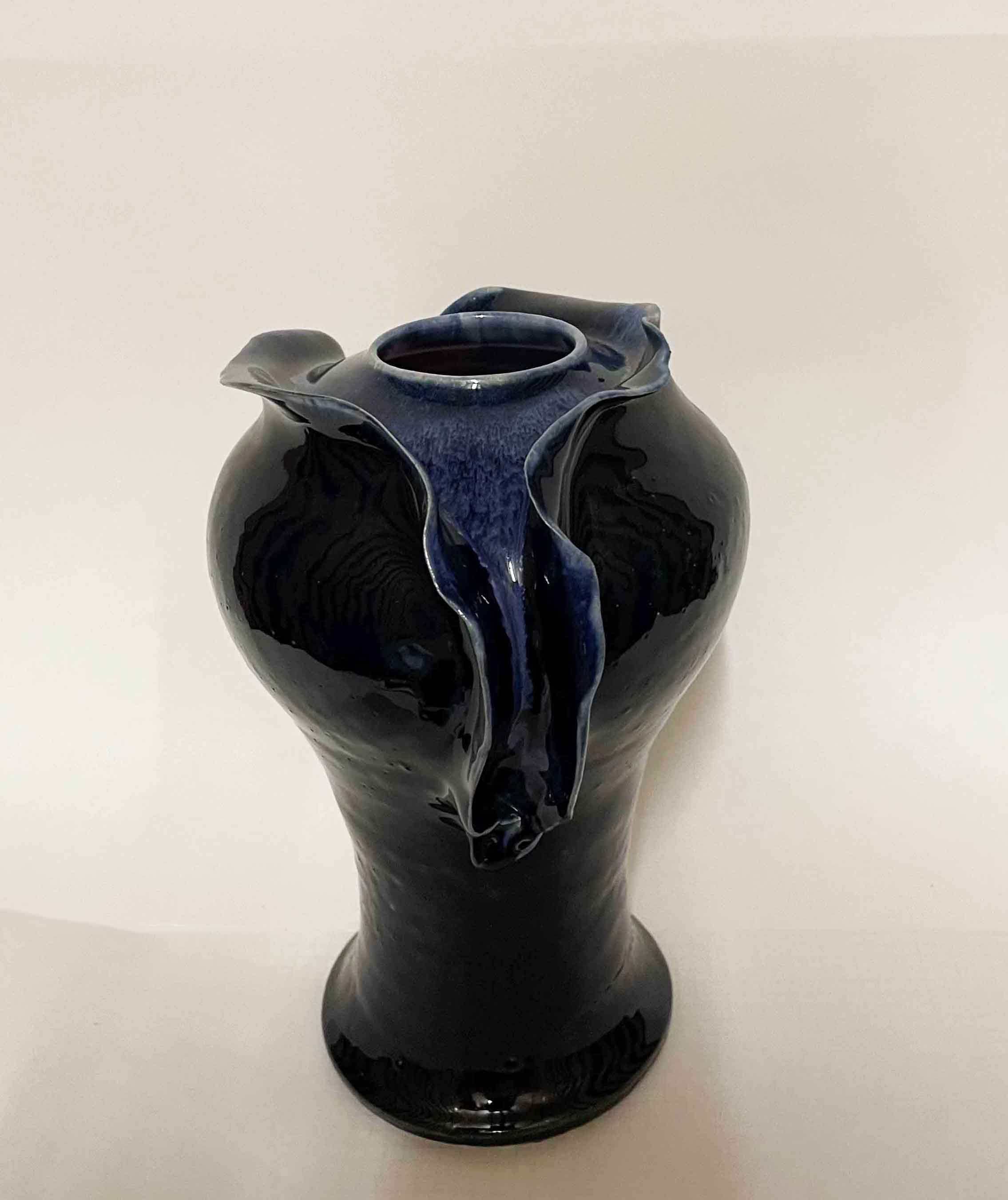
Renate Fuhry, Vase mit plastischer Montage, Keramik, glasiert, 1975
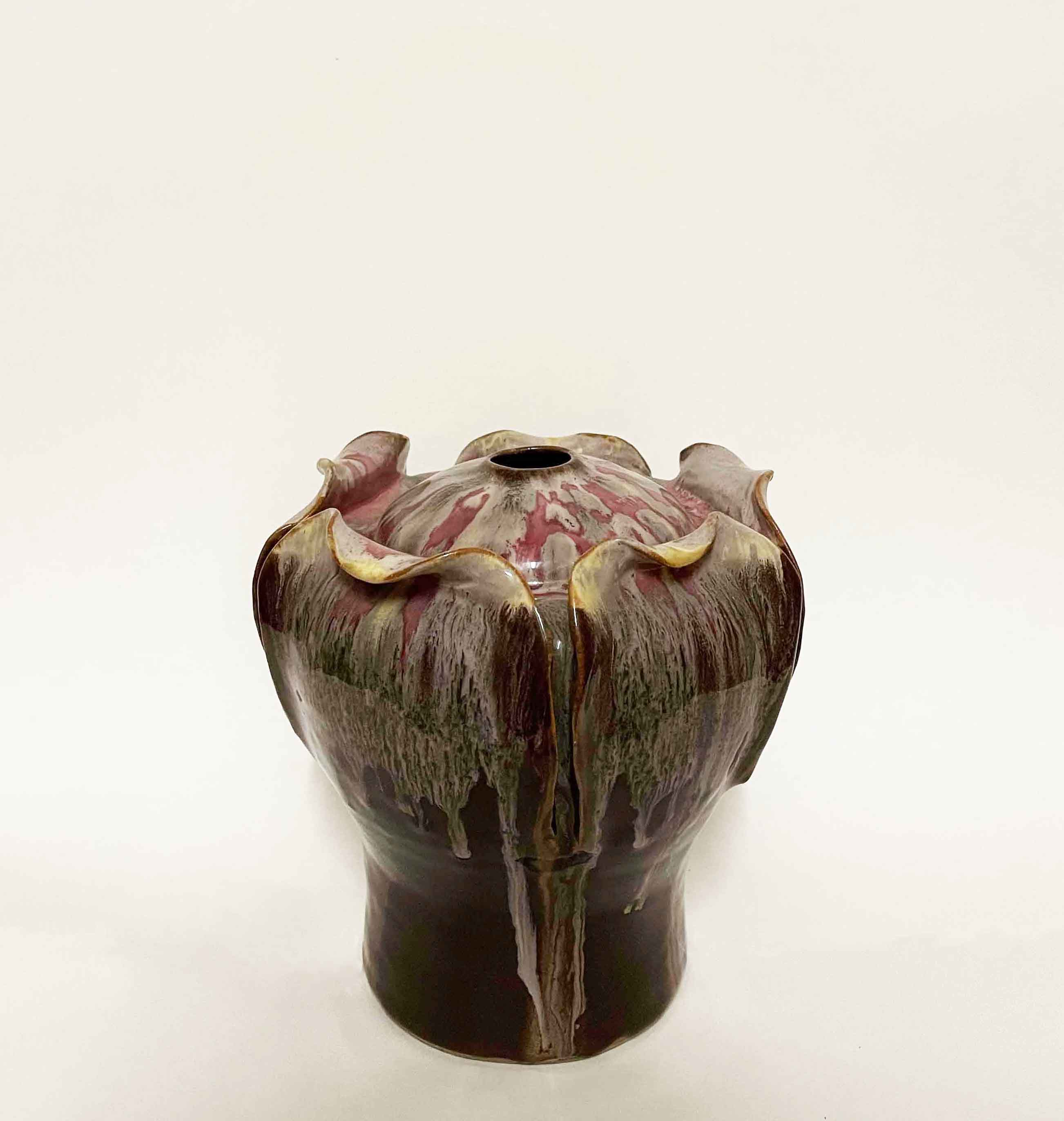
Renate Fuhry, Vase, Keramik, glasiert, 1975
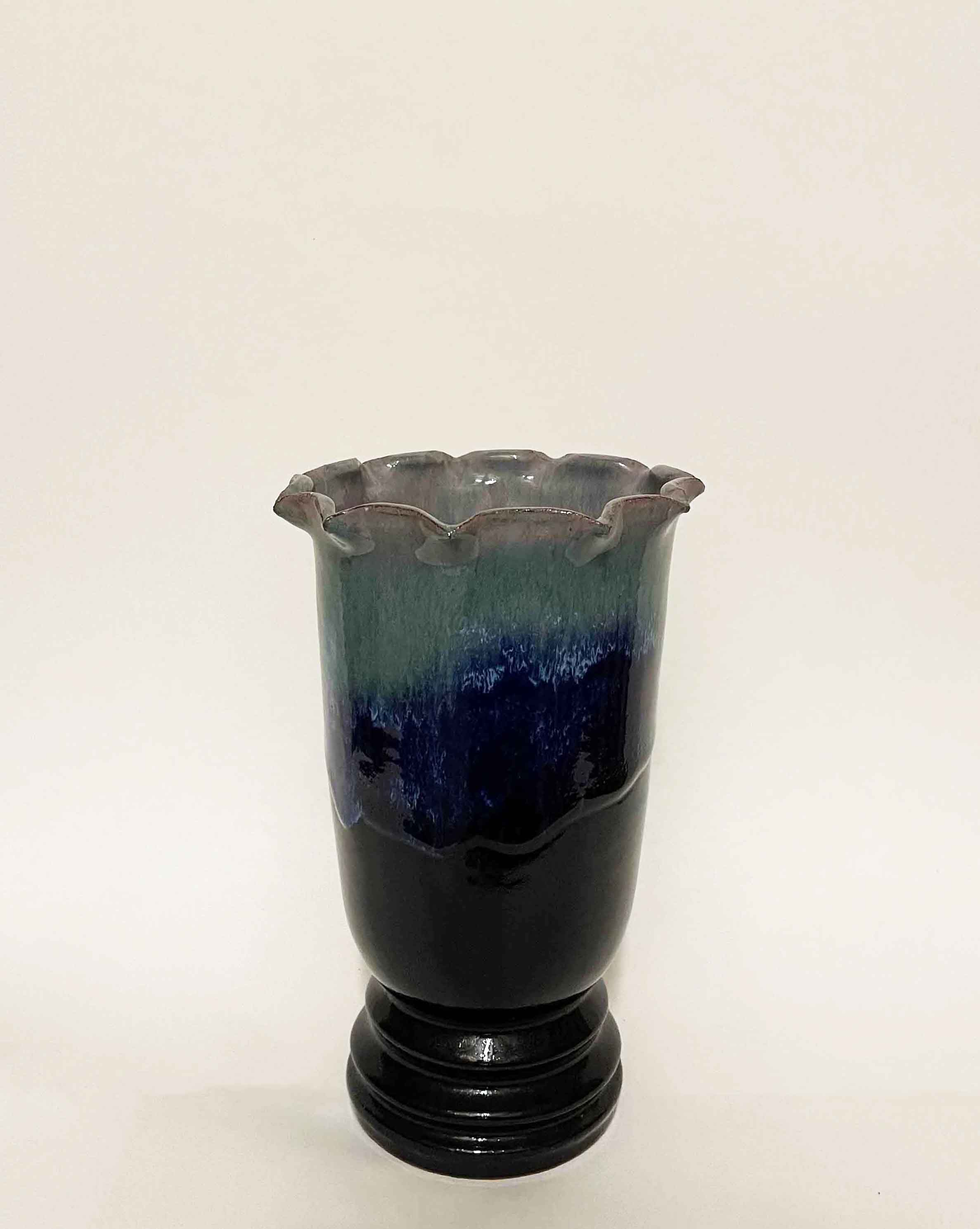
Renate Fuhry, Vase, Keramik, glasiert, 1977
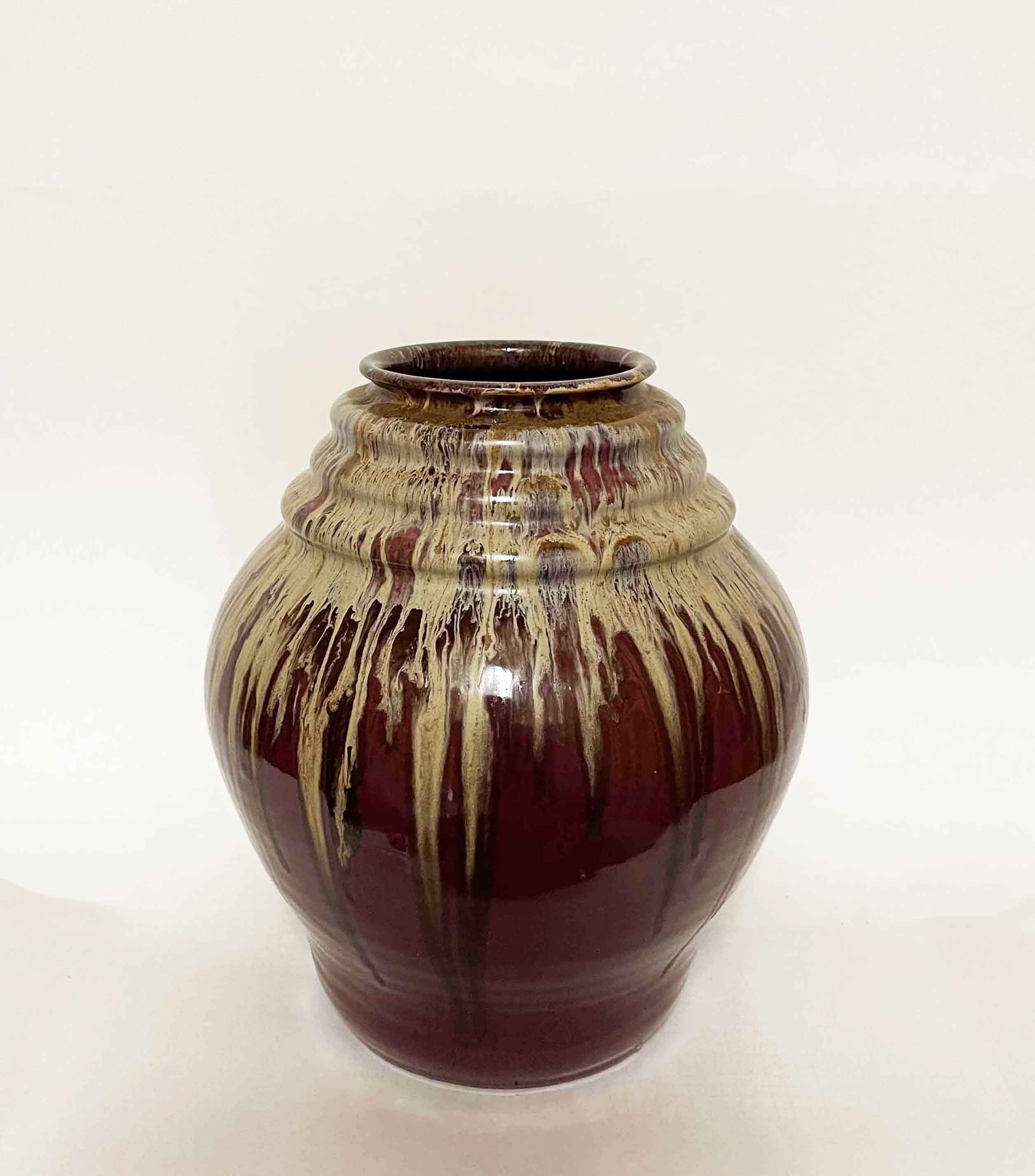
Renate Fuhry, Vase, Keramik, glasiert, 1978
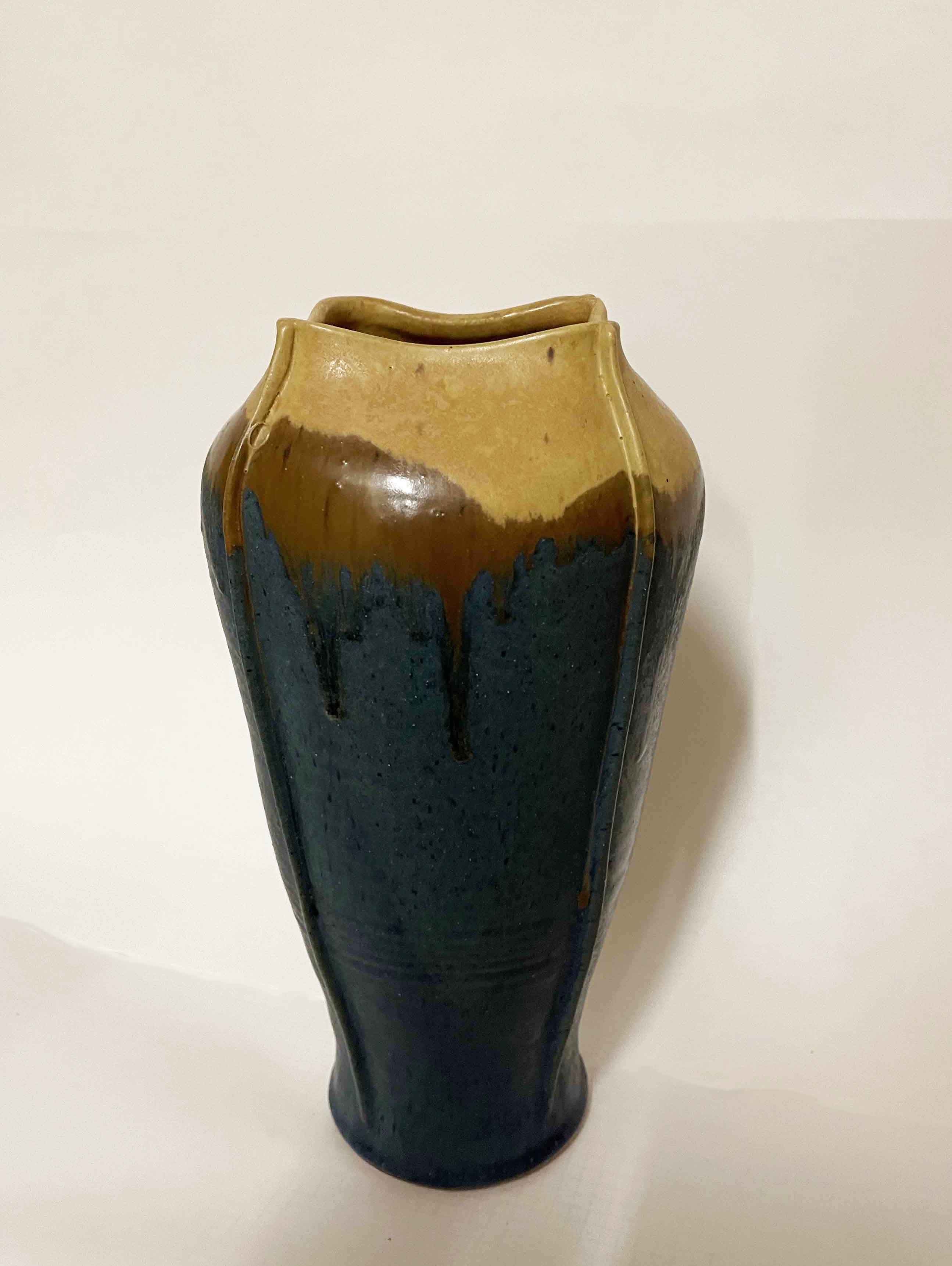
Renate Fuhry, Vase, Keramik, glasiert, 1980
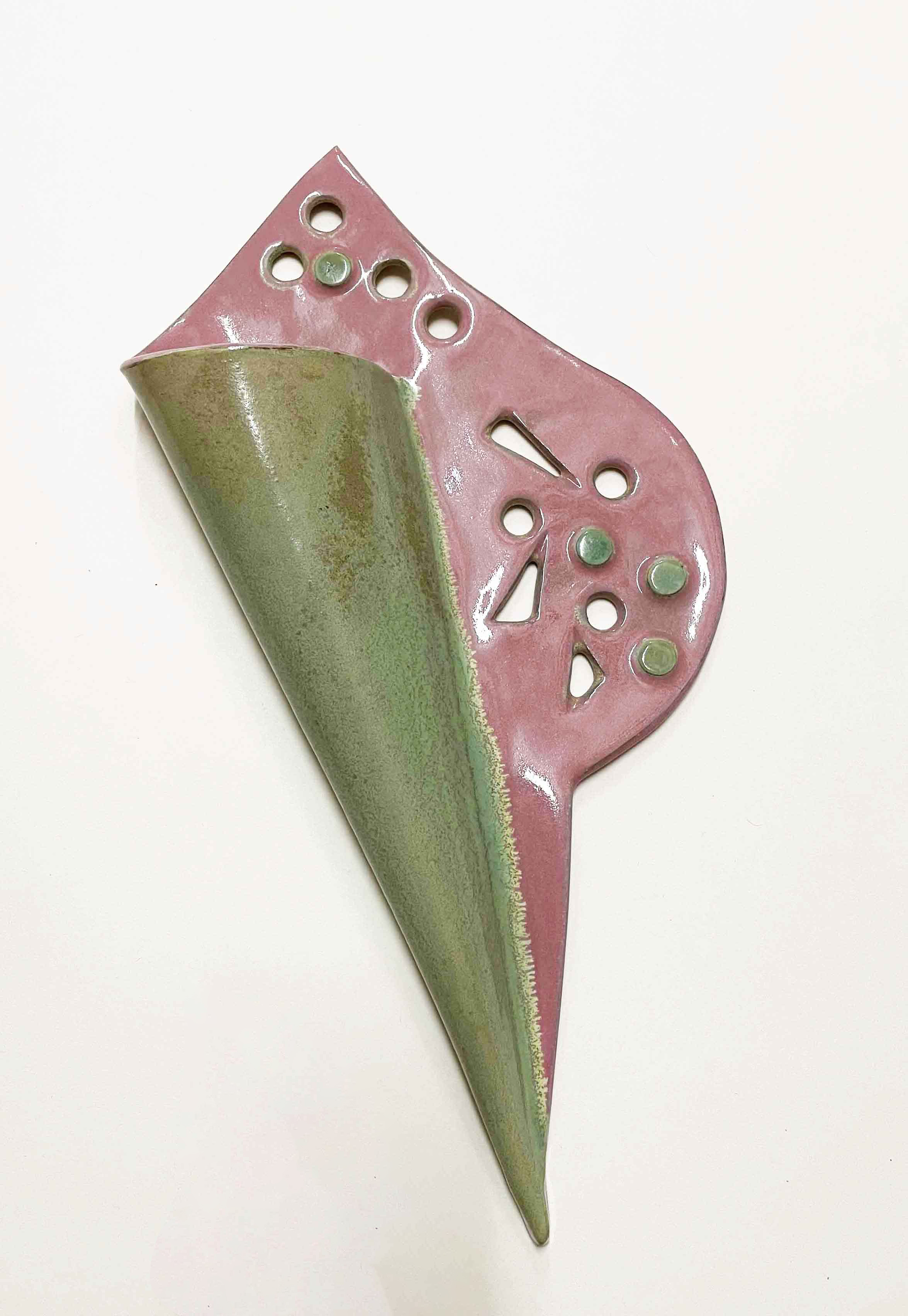
Renate Fuhry, Wandvase, Keramik, glasiert, 1980
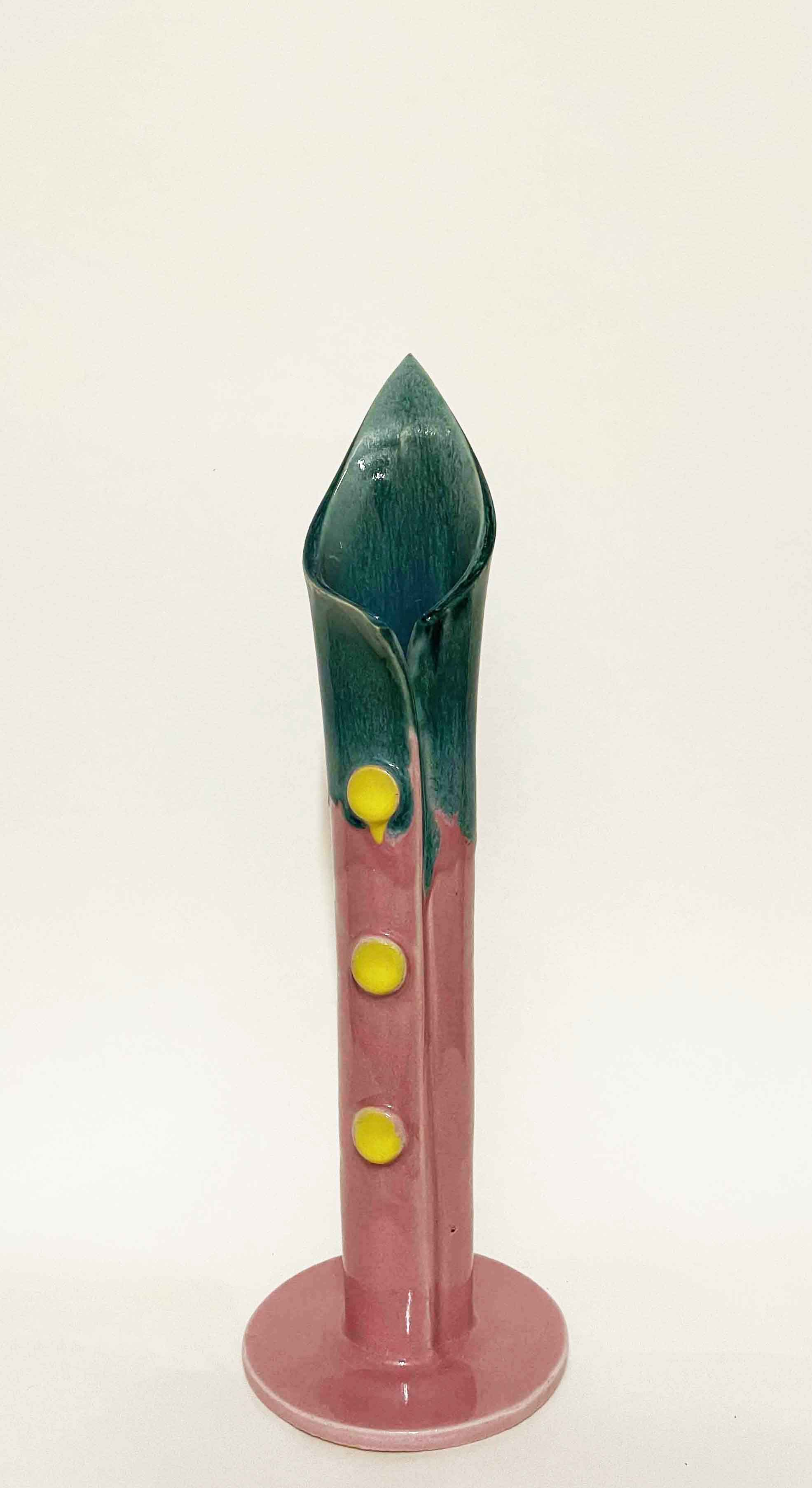
Renate Fuhry, Vase, Keramik, glasiert, 1980
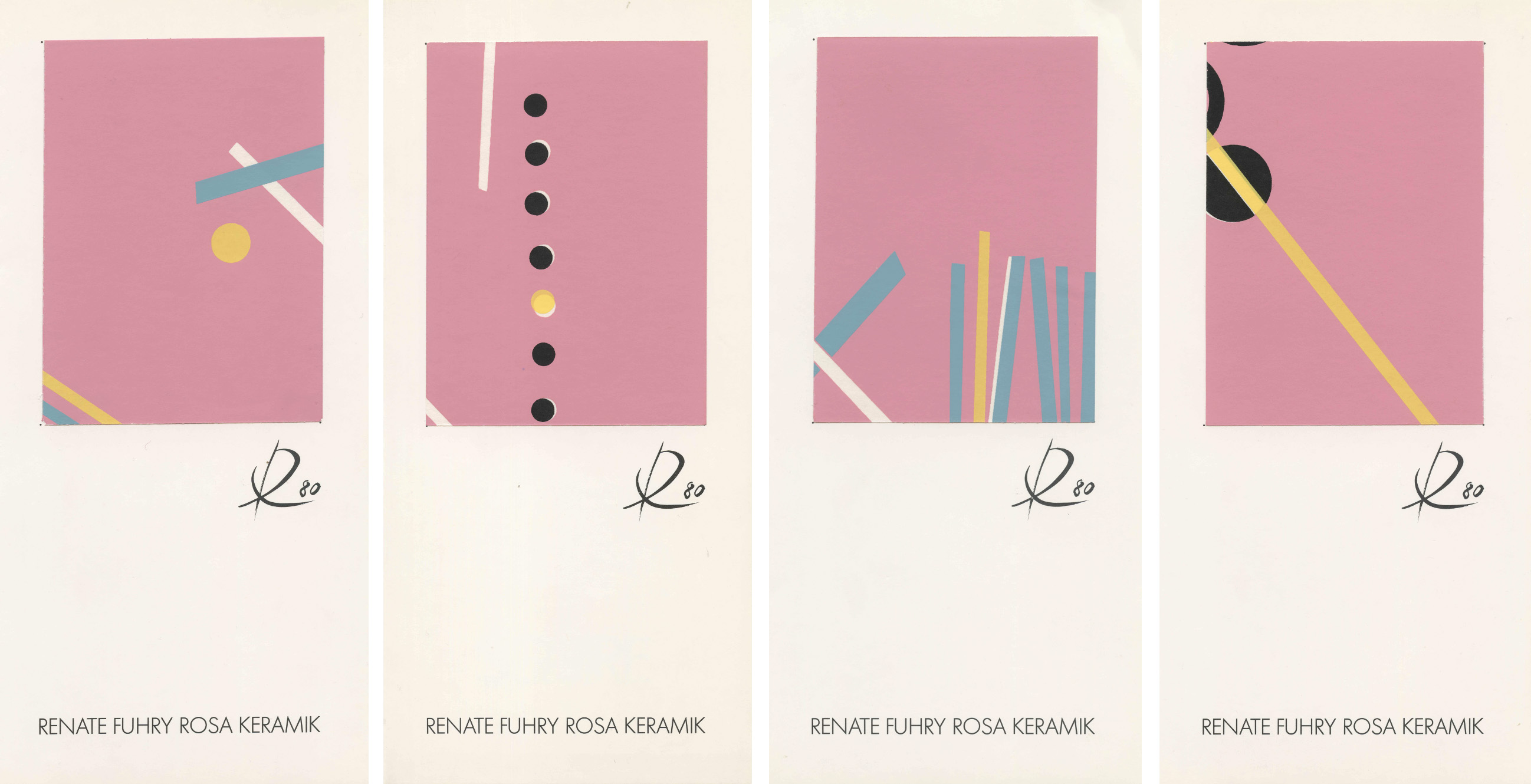
Renate Fuhry, Gestaltung Einladung Eröffnung Einzelausstellung Galerie Squire, 1980
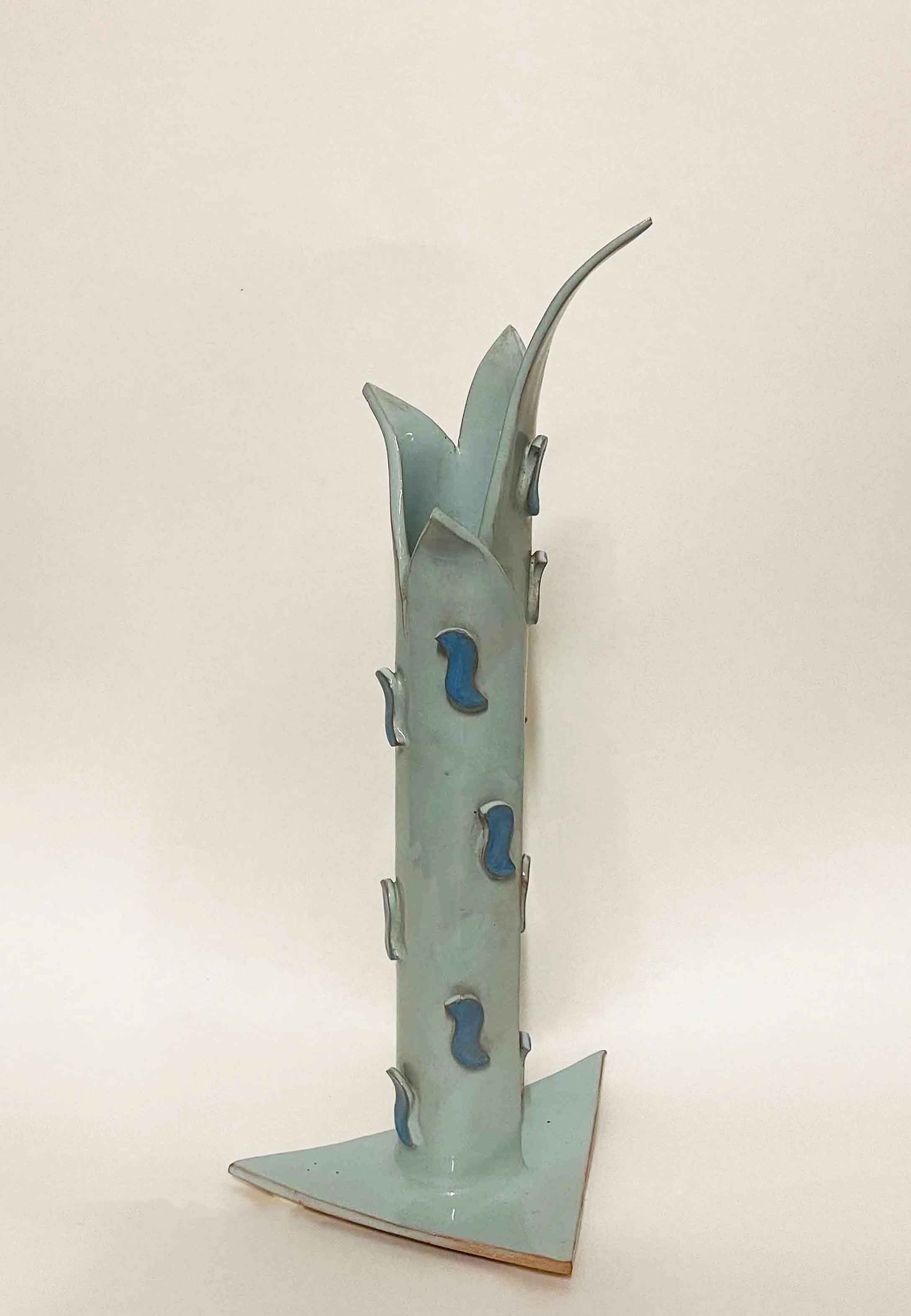
Renate Fuhry, Vase, Keramik, glasiert, 1983
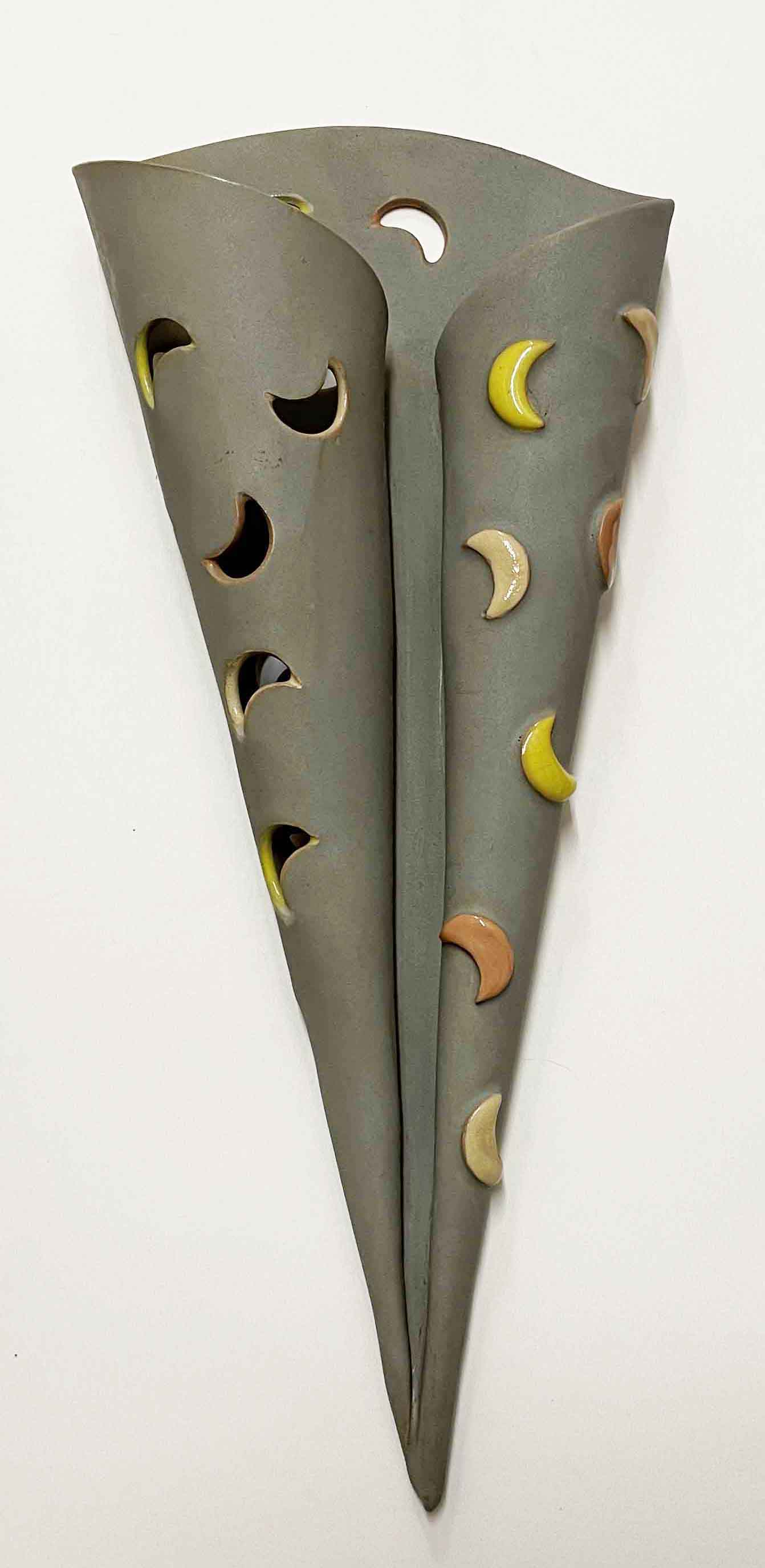
Renate Fuhry, Wandvase, Keramik, glasiert, 1983

Zu Beginn der 1980er-Jahre kam es zur Trennung von Fuhry und später zur Scheidung. Das neue Jahrzehnt brachte weitere öffentliche und private Auftragsarbeiten in New York und in Wien, wie beispielsweise 1981 von der Schuhhandelskette Humanic für eine Wandgestaltung in einem Geschäftslokal, sowie mehrere Ausstellungen, besonders in Österreich. 1984/85 kam es zu längeren Aufenthalten in New York und Hamburg sowie in den späten 1980er-Jahren zu einer ausgedehnten Reise nach Mexiko im Rahmen eines Sabbaticals von ihrer Lehrtätigkeit an der Akademie der bildenden Künste Wien. Die 1990er-Jahre verbrachte Fuhry weitestgehend mit der Renovierung ihres Hauses bei Gars am Kamp, wo sie auch ein weiträumiges Atelier besaß, in dem sie erstmals größere Arbeiten produzieren konnte. Ende der 2000er-Jahre kehrte Fuhry permanent nach Wien zurück.

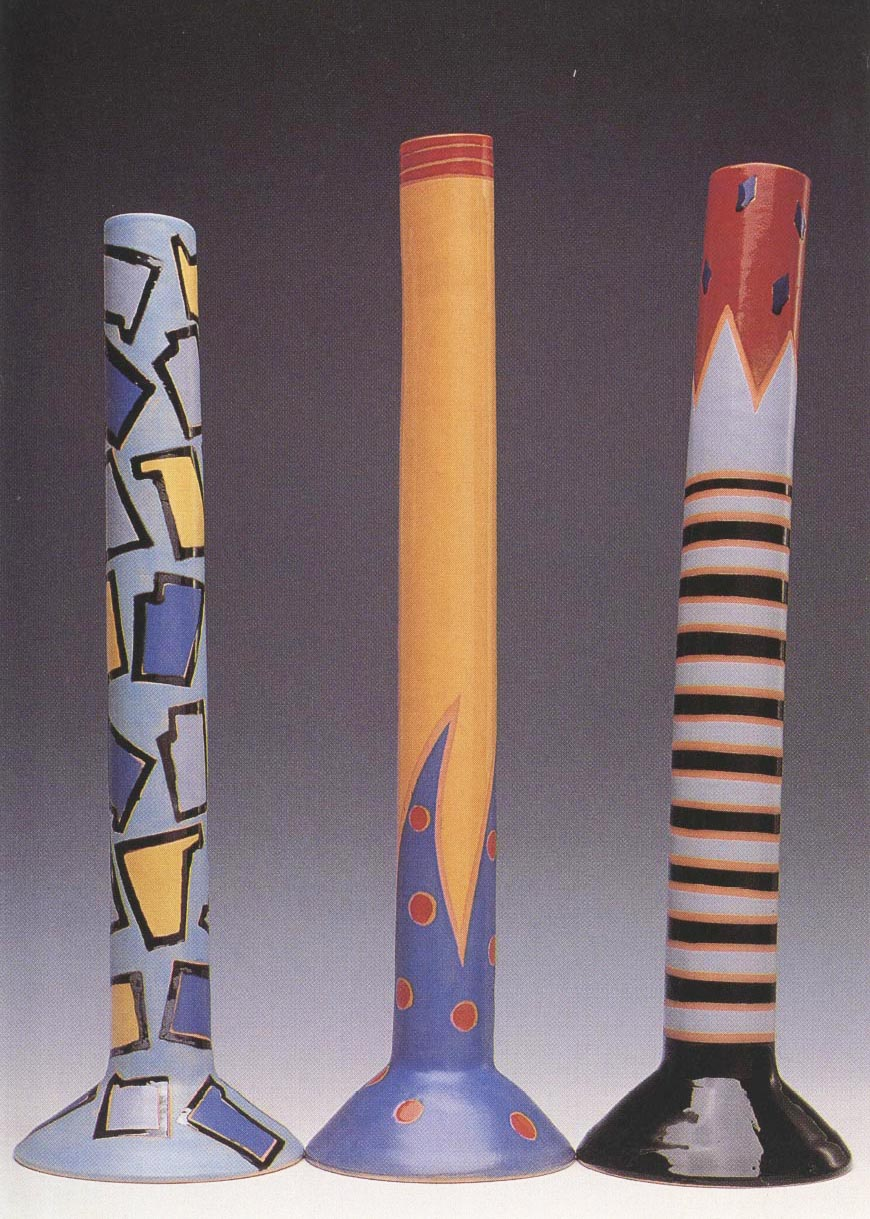
Renate Fuhry, Vasen, Keramik, glasiert, 1986
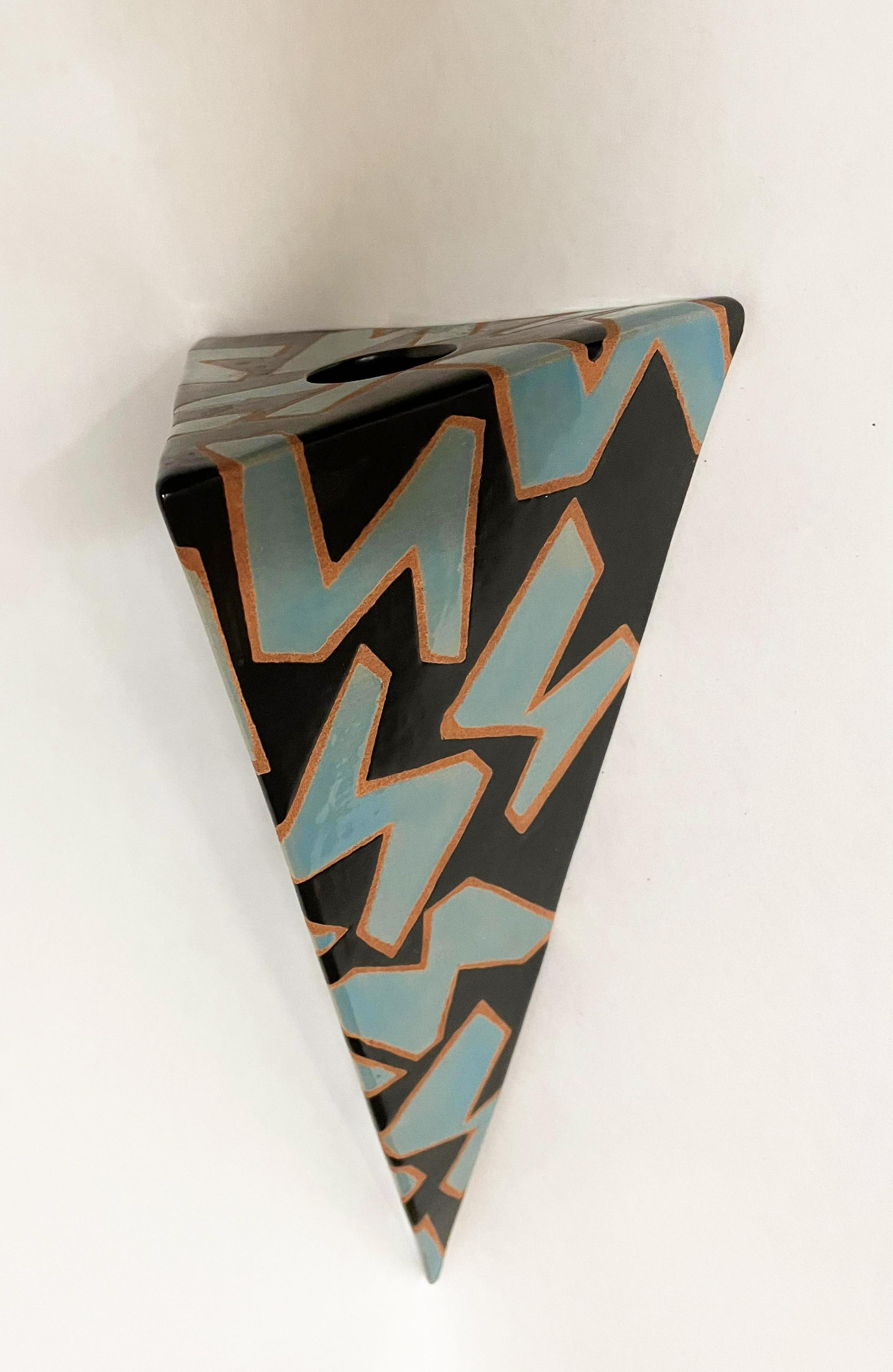
Renate Fuhry, Wandvase, Keramik, glasiert, 1986
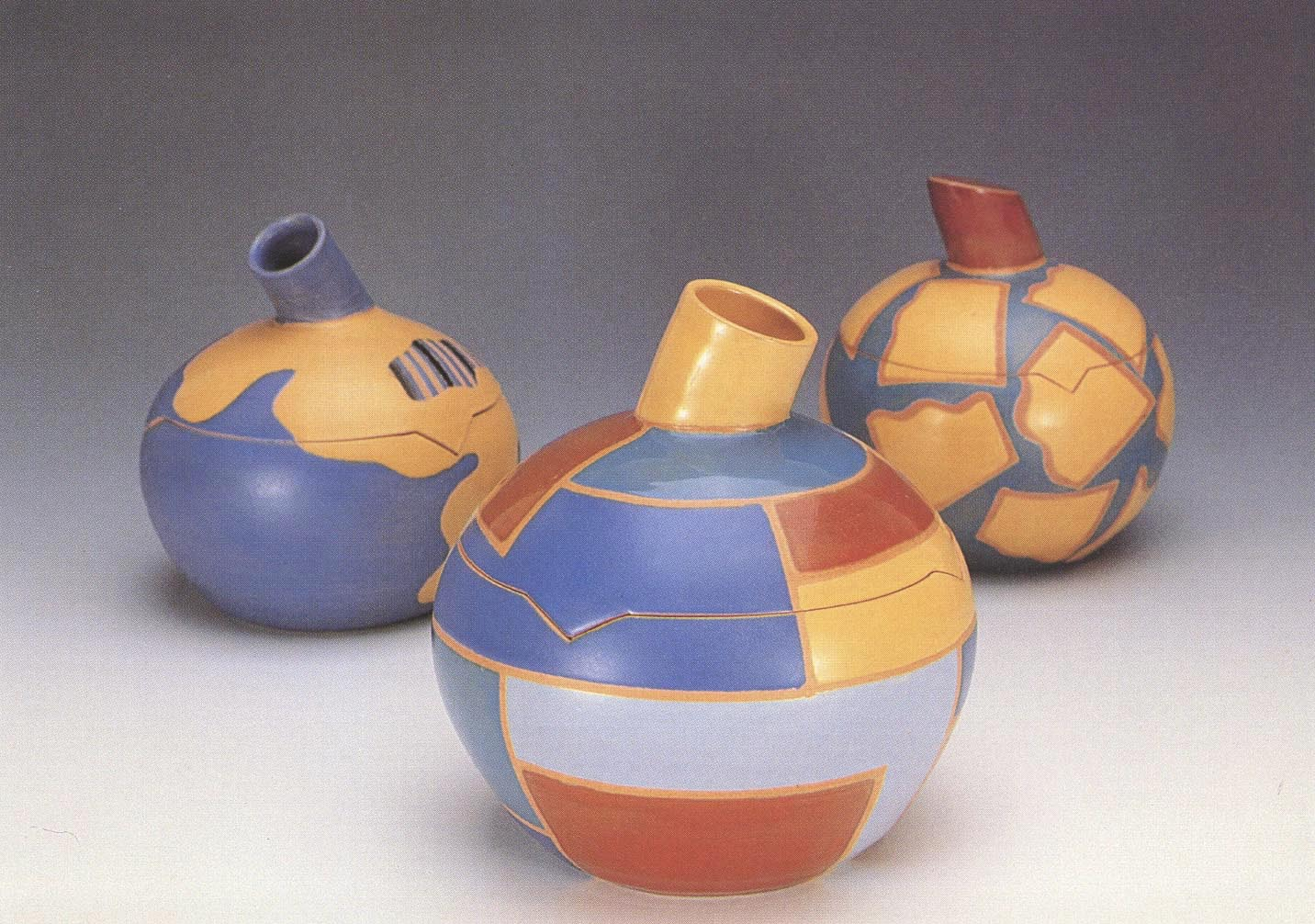
Renate Fuhry, Dosen, Keramik, glasiert, 1986
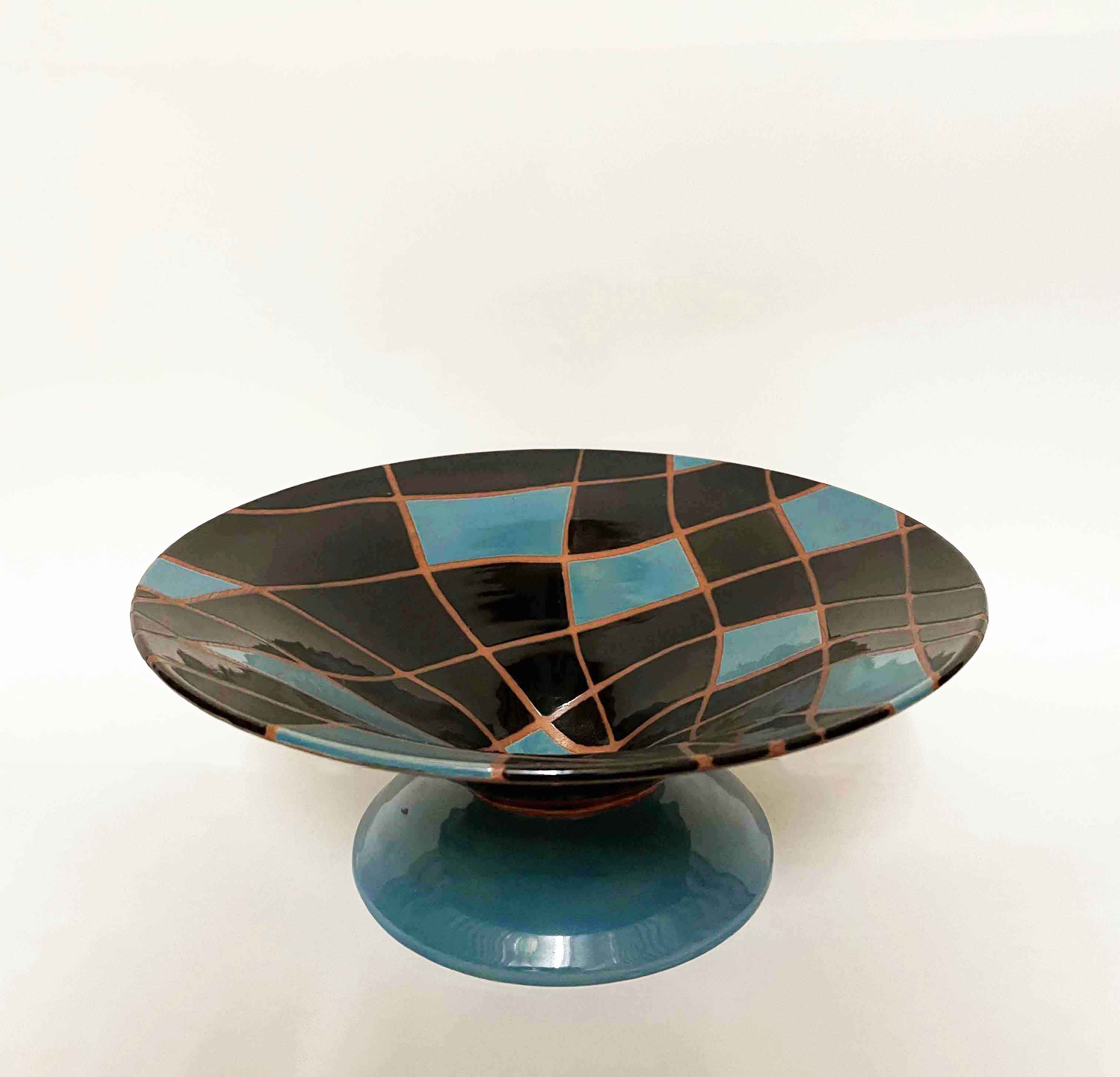
Renate Fuhry, Aufsatzschale, Keramik, glasiert, 1986
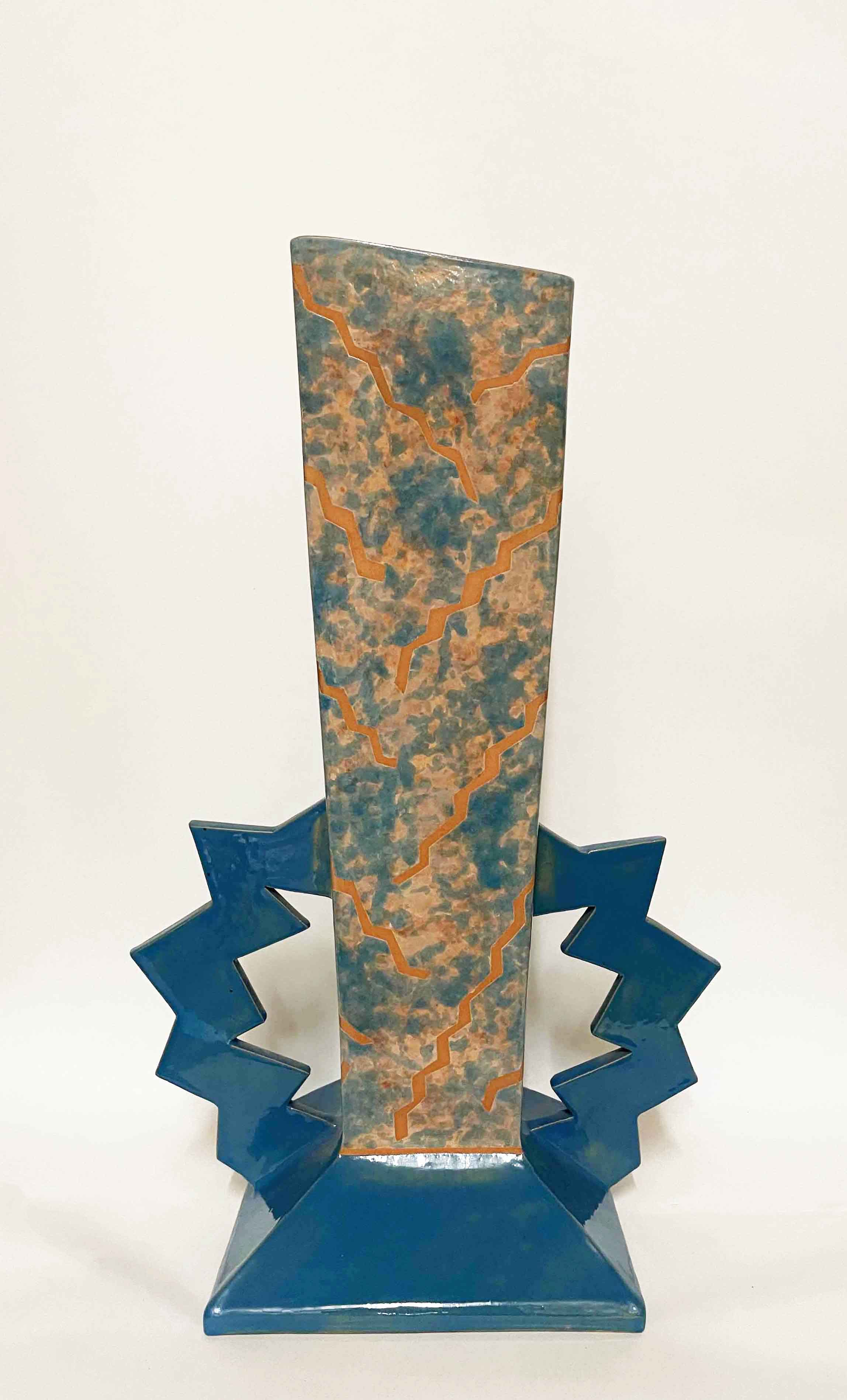
Renate Fuhry, Vase, Keramik, glasiert, 1988

Fuhry sieht ihr Werk explizit der angewandten Kunst verpflichtet und bezeichnet die Form der Vase als ihr „künstlerisches Lebensthema“. In ihrem Spätwerk der 2010er-Jahre kreierte sie vornehmlich Serien von Schalen, bei denen es Fuhry hauptsächlich um die Glasurmalerei ging. Ihren Lehrauftrag an der Akademie der bildenden Künste Wien beendete sie 2015 nach über 40 Jahren. Fuhry lebt nach wie vor in Wien.

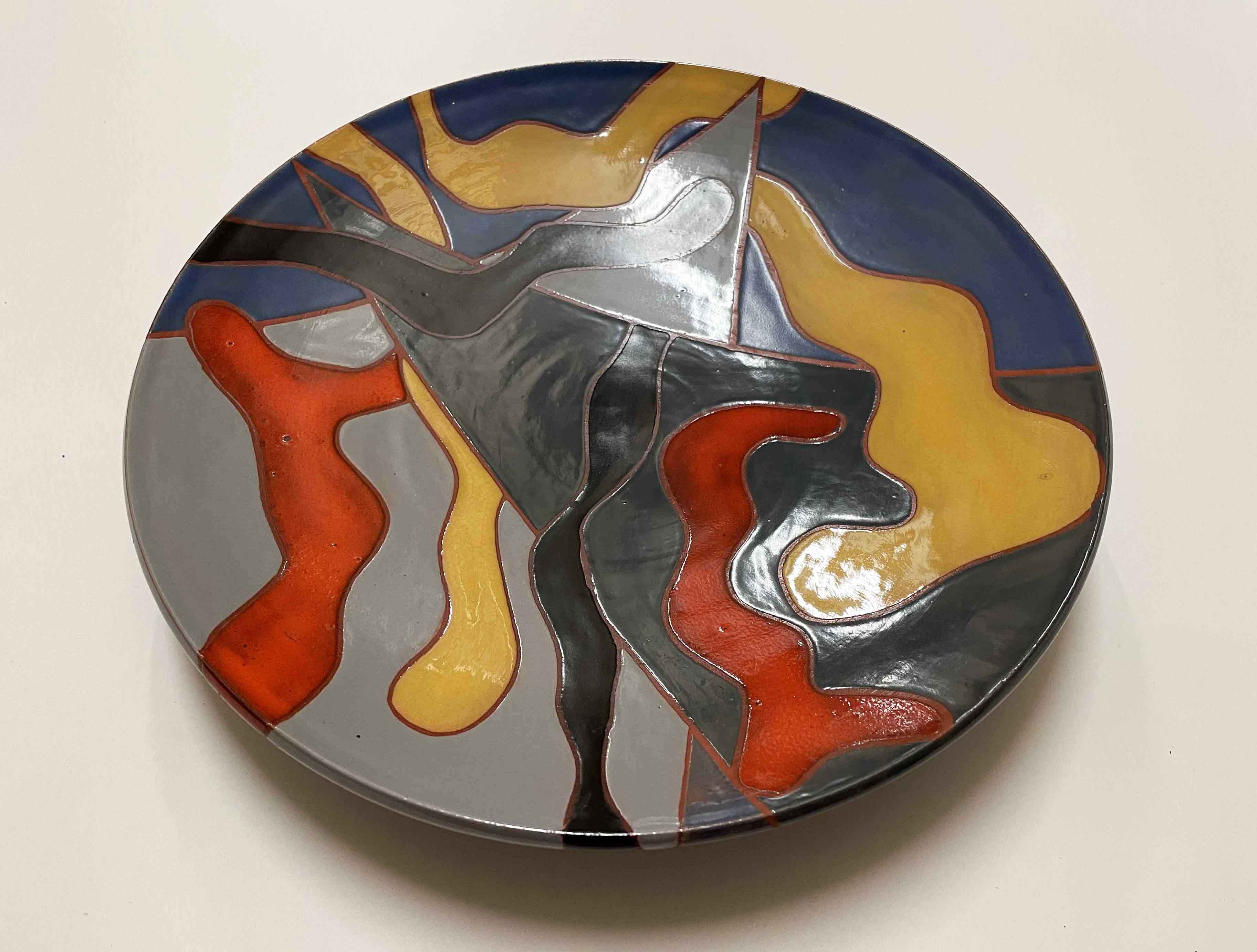
Renate Fuhry, Schale, Keramik, glasiert, 1992
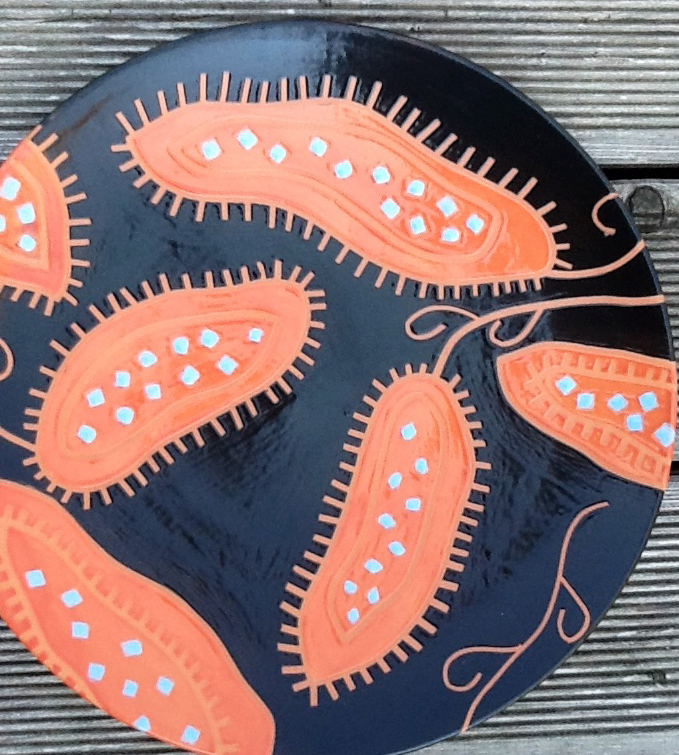
Renate Fuhry, Schale, Keramik, glasiert, 2014
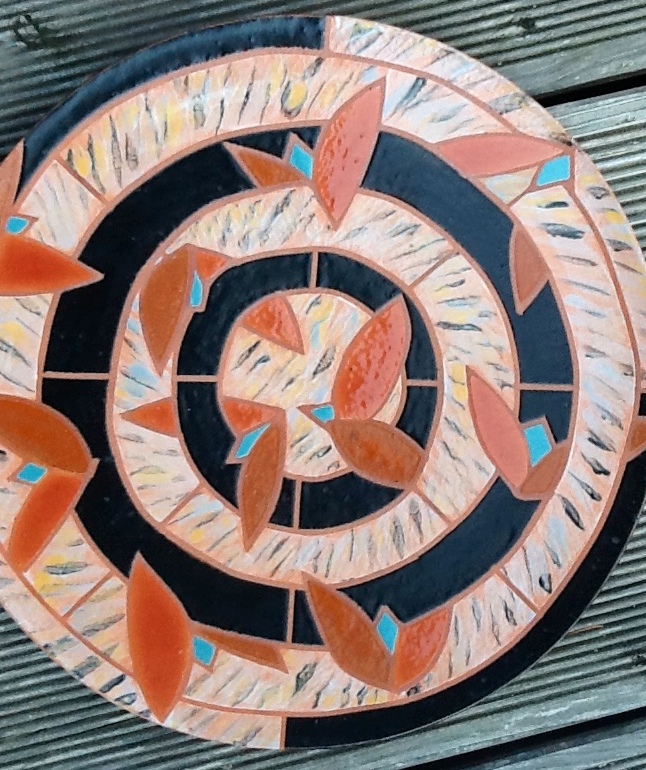
Renate Fuhry, Schale, Keramik, glasiert, 2016
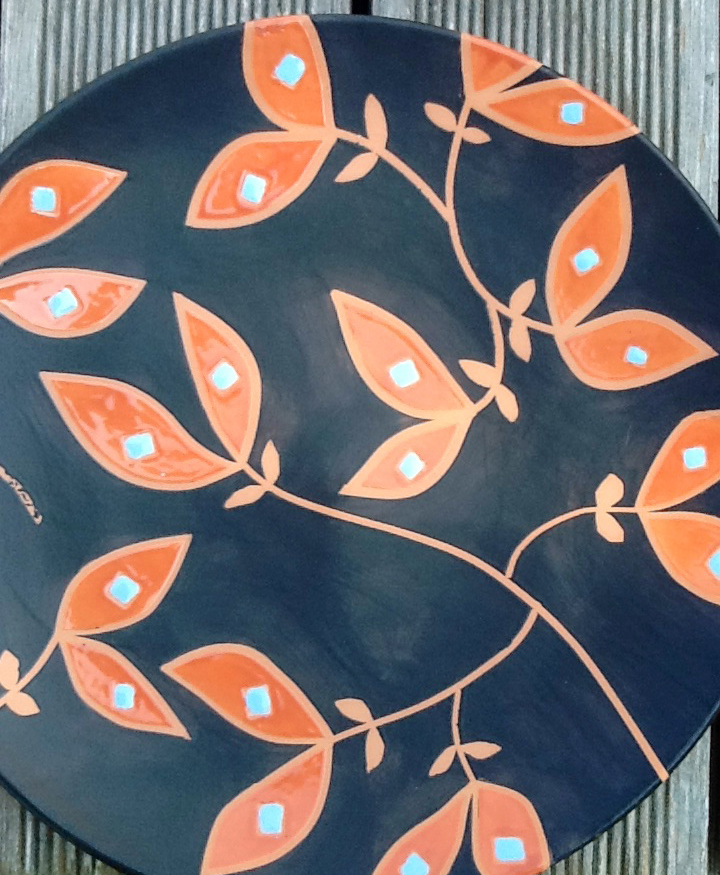
Renate Fuhry, Schale, Keramik, glasiert, 2014
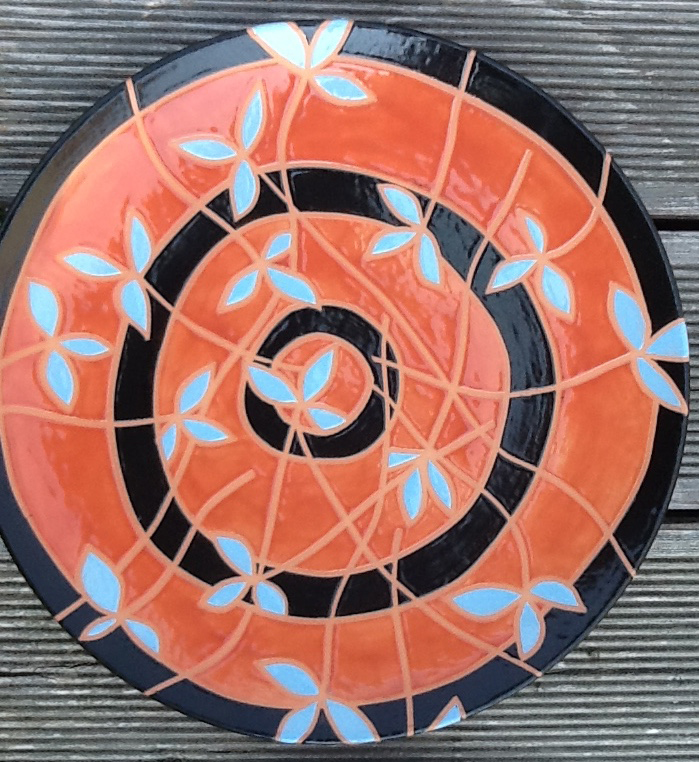
Renate Fuhry, Schale, Keramik, glasiert, 2016

## Gruppen- und Einzelausstellungen (Auswahl)
- 1960: Handwerkskammer für Oberbayern, Die Werkform, München (Gruppenausstellung)
- 1962: Internationale Ausstellung zeitgenössischer Keramik, Prag (Gruppenausstellung, Ehrendiplom für Töpferei)
- 1964: Museum für angewandte Kunst, Wien (Gruppenausstellung)
- 1969: Katakombengalerie, Feldkirch (Gruppenausstellung)
- 1980: Österreichische Keramik 1900–1980, Museum für angewandte Kunst, Wien (Gruppenausstellung)
- 1980: Renate Fuhry. Rosa Keramik, Galerie Squire, Wien (Einzelausstellung)
- 1983: Fabrik Prodomo, Wien (Einzelausstellung, Plakatgestaltung gemeinsam mit Lo Breier)
- 1985–1987: Wanderausstellung Zeitgenössische Keramik in Österreich (Gruppenausstellung): Veste Coburg; Hetjens-Museum, Düsseldorf; Galerie Puls, Brüssel; Sakıp Sabancı Müzesi, Istanbul; Kunstindustrimuseet (heute: Designmuseum Danmark), Kopenhagen
- 1986: Art Gallery – Keramik Studio. Österreichische Galerie für Keramik, Wien (Duo-Ausstellung mit Kiki Kogelnik)
- 1987: Museum für angewandte Kunst, Wien (Gruppenausstellung)
- 1991: Kunsthaus Horn, Horn (Einzelausstellung)
- 2025: Sammeln im Fokus 12. Renate Fuhry. Museum für angewandte Kunst, Wien (Einzelausstellung)

## Werke in öffentlich zugänglichen Sammlungen
- Museum für angewandte Kunst, Wien, Österreich
- Europäisches Museum für Modernes Glas, Rosenau, Deutschland
- Das Kunstmuseum Waldviertel, Schrems, Österreich

## Publikationen (Auswahl)
- Renate Fuhry (Hg.), Renate Fuhry: Keramik. Arbeiten von 1961 bis 1981, Wien 1981.